# Monika Kuszyńska
Monika Kuszyńska (Łódź, 14 gennaio 1980) è una cantante e cantautrice polacca.

## Biografia
Monika Kuszyńska è entrata nella scena musicale polacca nel 2000, dopo essere stata selezionata come nuova cantante della pop rock band Varius Manx, prendendo il posto di Kasia Stankiewicz. Nel 2001 ha pubblicato il suo primo album con il gruppo, Eta. L'anno successivo è stata la volta del suo secondo album, sempre con i Varius Manx, Eno.
Il 28 giugno 2006 è rimasta coinvolta con alcuni membri della band in un gravissimo incidente stradale, con la conseguenza di una paralisi agli arti inferiori.
Nel 2010 ha lasciato la band, che l'ha sostituita con Anna Józefina Lubieniecka. Nel giugno 2012 è stato pubblicato il suo terzo album, il primo da quando ha lasciato i Varius Manx.
Per i suoi sforzi nella promozione dello sport tra i disabili e le sue attività di beneficenza nel febbraio 2013 il presidente polacco Bronisław Komorowski le ha concesso la Croce al merito (in polacco: Krzyż Zasługi).
Il 9 marzo 2015 è stata annunciata la sua partecipazione all'Eurovision Song Contest 2015 come rappresentante della Polonia con la canzone In the name of Love. Prima cantante in sedia a rotelle nella storia della manifestazione, si è esibita il 21 maggio 2015 nella seconda semifinale, e qualificata per la finale del 23 maggio 2015, si classificherà 23ª con 10 punti.

## Discografia

### Album in studio
- 2012 – Ocalona